# Oliver Scheytt

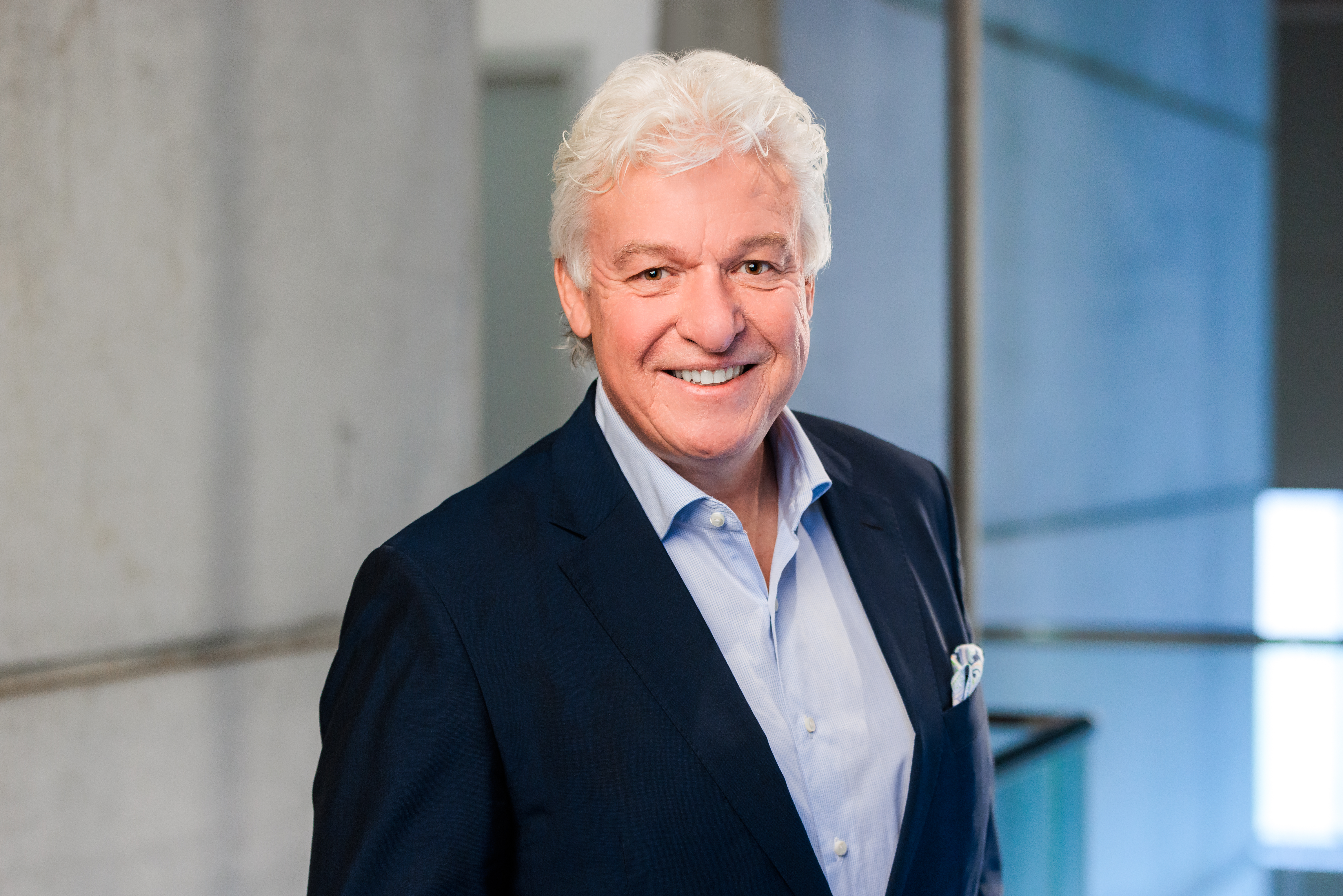
Oliver Scheytt, Porträt (2023)

Oliver Scheytt (* 14. April 1958 in Köln) ist ein deutscher Kulturpolitiker, Kulturmanager, Pianist und war 2013 Mitglied des Kompetenzteams des SPD-Kanzlerkandidaten Peer Steinbrück, zuständig für Kunst und Kultur im Schattenkabinett. Von 2006 bis 2011 war er Geschäftsführer der Ruhr.2010 GmbH und seit 2007 ist er Professor für Kulturpolitik und kulturelle Infrastruktur am Institut für Kulturmanagement der Hochschule für Musik und Theater Hamburg.

## Leben

### Ausbildung
Scheytt studierte in den letzten vier Jahren vor dem Abitur im Jahr 1976 am Burggymnasium in Essen das Fach Klavier an der Folkwang Hochschule. Im Jahr 1976 nahm er das Studium der Rechtswissenschaft an der Ruhr-Universität Bochum auf und legte 1982 das erste juristische Staatsexamen ab. Bis zum zweiten juristischen Staatsexamen 1986 war er auch als Wissenschaftliche Hilfskraft an der Ruhr-Universität Bochum tätig. Dort wurde Scheytt im Jahr 1989 zum Dr. jur. mit der Dissertation Die Musikschule. Ein Beitrag zum kommunalen Kulturverwaltungsrecht promoviert.

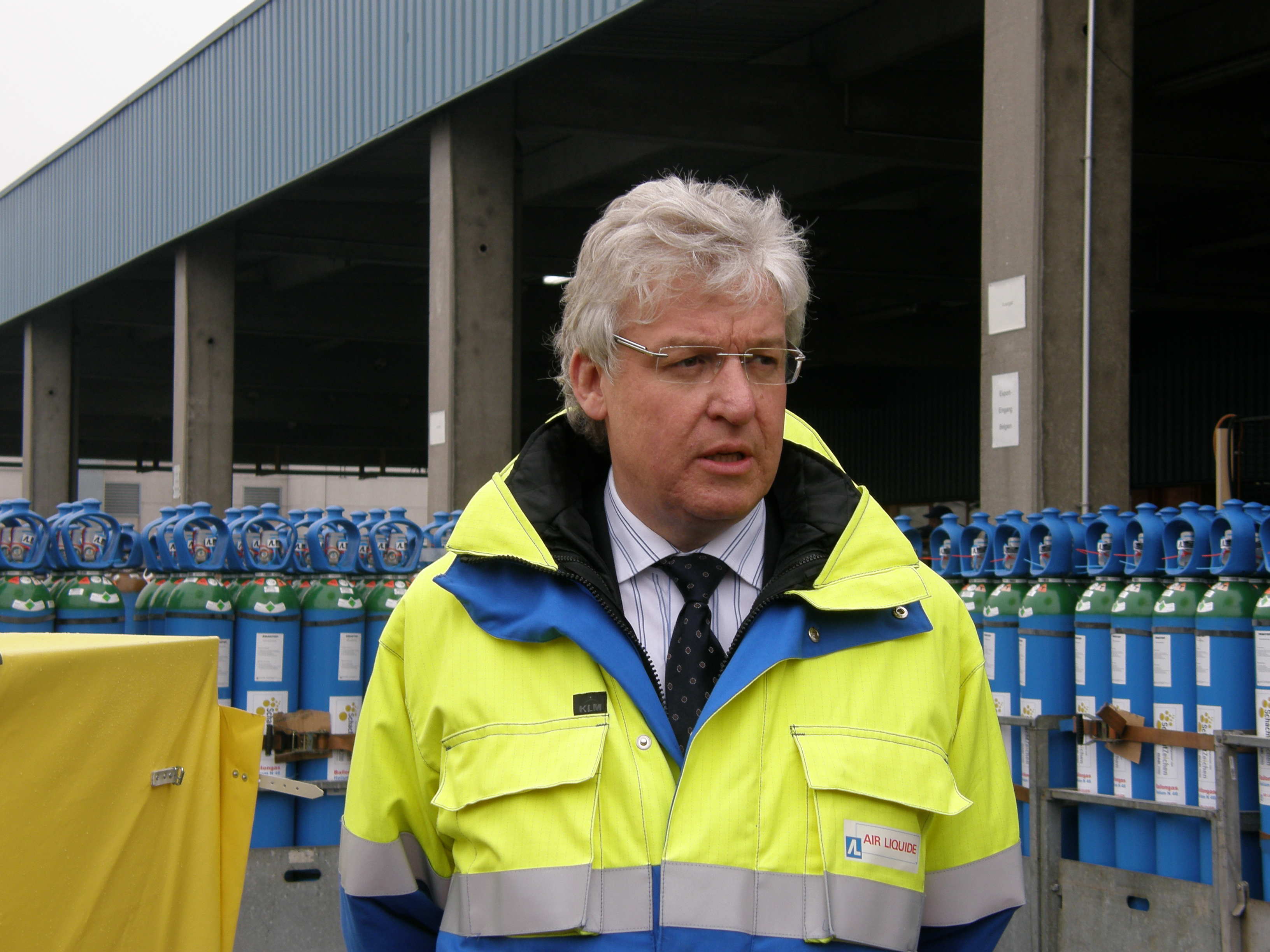
Oliver Scheytt bei der Präsentation des Ruhr.2010-Projektes SchachtZeichen, 2010

## Wirken
Im Jahr 1984 übernahm Scheytt zunächst das Projektmanagement beim Festival „Folkwang 85“ in Essen und ab 1985 koordinierte er gemeinsam mit Karl Richter für das Bundesland NRW das dreijährige Großprojekt „Kultur 90“, an dem 30 Städte mitwirkten. Zeitweise parallel (1986 bis 1990) leitete er als Referent das Büro des Hauptgeschäftsführers beim Deutschen Städtetag.
In den Jahren 1989 bis 1993 war Scheytt Beauftragter für die Städte in den neuen Bundesländern, zuletzt als Leiter der Berlin-Vertretung des Deutschen Städtetages. Seit 1993 war er zunächst Beigeordneter für Kultur der Stadt Essen, dann zusätzlich auch Beigeordneter für Bildung (1997 bis 2007), für Grün und Gruga (2001 bis 2006) und für Jugend (2005 bis 2007).
Von 1997 bis 2018 war Scheytt Präsident der Kulturpolitischen Gesellschaft und Vorsitzender des Kuratoriums des Instituts für Kulturpolitik. Im Jahr 2018 trat Scheytt nicht mehr zur Wahl als Präsident an.
Die erfolgreiche Bewerbung „Essen für das Ruhrgebiet. Kulturhauptstadt Europas 2010“ hat er von 2004 bis 2006 als Moderator gesteuert. In den Jahren 2006 bis 2011 teilten sich Fritz Pleitgen (als Vorsitzender Geschäftsführer) und er die Geschäftsführung der RUHR.2010 GmbH, der verantwortlichen Gesellschaft zur Vorbereitung und Realisierung des Programms von RUHR.2010 – Kulturhauptstadt Europas.
Im Jahr 2011 gründete er die KULTUREXPERTEN Dr. Scheytt GmbH, mit der er Personalberatung in den Bereichen Kunst, Kultur und Stadtmarketing sowie Strategieberatung für Kulturhauptstädte in Europa offeriert.
Im Jahr 2012 hat er gemeinsam mit Dirk Schütz die auf E-Recruiting spezialisierte KULTURPERSONAL GmbH gegründet.
Am 9. Juni 2013 gab SPD-Kanzlerkandidat Peer Steinbrück bekannt, dass er Scheytt in sein Kompetenzteam für die Bereiche Kunst und Kultur berufen habe; Scheytt war damit Teil des Schattenkabinetts.
Seit 2020 kümmert er sich verstärkt um die Thematik Kulturimmobilie.

### Ehrenämter
Oliver Scheytt hat zahlreiche Ehrenämter inne, unter anderem war er Vorstandsmitglied des Verbandes deutscher Musikschulen (1993 bis 2002), Vorsitzender des NRW KUlturLTURsekretariates (1995 bis 2004) sowie Sachverständiges Mitglied der Enquete-Kommission „Kultur in Deutschland“ des Deutschen Bundestages (2003–2007). Er war 1998 bis 2007 im Vorstand der Stiftung Zollverein. Von 1997 bis 2018 war er Präsident der Kulturpolitischen Gesellschaft e. V. in Bonn, von 2002 bis 2017 Mitglied des Beirates der Bundeskulturstiftung, von 2004 bis 2012 Mitglied des Kulturausschusses der Deutschen UNESCO-Kommission. Seit 2009 wirkt er in der Mitgliederversammlung des Goethe-Instituts mit, seit 2017 als gewähltes Mitglied im Präsidium. Scheytt ist ferner seit 1993 Mitglied des Vorstands des Kulturforums der Sozialdemokratie (SPD) mit den Themenschwerpunkten Kulturelle Bildung, Kulturhauptstadt Europas sowie Kulturpolitische Programmatik sowie langjähriger Vorstandsvorsitzender des Forums Kreuzeskirche, einer privaten Kulturinitiative aus Essen.

## Veröffentlichungen
Als Autor hat er zahlreiche Publikationen zu Kulturpolitik und Kulturmanagement alleine und in Zusammenarbeit mit weiteren Autoren veröffentlicht. Er war langjähriger Herausgeber der Kulturpolitischen Mitteilungen und, gemeinsam mit Lorenz Pöllmann u. a. des fortlaufend aktualisierten Handbuchs Kulturmanagement & Kulturpolitik (DUZ-Verlag). Wichtige Buchveröffentlichungen waren etwa 2005 Kommunales Kulturrecht. Kultureinrichtungen, Kulturförderung und Kulturveranstaltungen (C. H. Beck) und 2008 Kulturstaat Deutschland – Plädoyer für eine aktivierende Kulturpolitik. 2012 erschien im Raabe-Verlag das gemeinsam mit Eckart Achauer herausgegebene E-Book Programm- und Projektmanagement im Kulturbetrieb. Die Organisation der Kulturhauptstadt Europas Ruhr.2010. Gemeinsam mit Julia Frohne und Brigitte Norwidat-Altmann hat er im Jahr 2011 das Buch Kultursponsoring. Leitfaden für kreative Allianzen (Springer Fachmedien) verfasst. Zusammen mit Simone Raskob und Gabriele Willems hat Oliver Scheytt 2016 den Band Die Kulturimmobilie. Planen – Bauen – Betreiben. Beispiele und Erfolgskonzepte (transcript) herausgegeben. Mit Katrin Waldeck publizierte er 2024 das Handbuch Personal in Kunst und Kultur. Handlungsfelder, Instrumente und Methoden von Cultural Leadership im transcript Verlag.

## Privates
Scheytt ist verheiratet und hat drei Töchter.

## Auszeichnungen
- 2004: Bundesverdienstkreuz am Bande[14]
- 2017: Bürger des Ruhrgebiets[15]
- 2019: Lifetime-Achievement-Award des Kulturmarken Award in der Kategorie Kulturmanager des Jahres für sein Lebenswerk
- 2023: Im Rahmen eines Symposiums wurde Scheytt an seinem 65. Geburtstag am 14. April 2023 in der Kreuzeskirche Essen zum Ehrenmitglied der Kulturpolitischen Gesellschaft ernannt.[16]